# James Lasdun
James Lasdun (Londra, 8 giugno 1958) è uno scrittore e poeta britannico.

## Biografia
Nato a Londra nel 1958 dall'architetto Denys Lasdun e dalla scrittrice e designer Susan Bendit, vive negli Stati Uniti dal 1986.
Ha esordito nella narrativa nel 1985 con la raccolta di racconti The Silver Age vincitrice di un Dylan Thomas Award e in seguito ha pubblicato 5 romanzi, 7 collezioni di liriche, 2 saggi, un'opera biografica e altre 5 raccolte di racconti.
Giornalista per il Guardian, nel 1998 un suo racconto ha fornito il soggetto per il film L'assedio di Bernardo Bertolucci.

## Opere

### Romanzi
- L'unicorno (The Horned Man, 2002), Milano, Garzanti, 2003 traduzione di Laura Noulian ISBN 88-11-66487-X.
- Sette menzogne (Seven Lies, 2005), Torino, Einaudi, 2006 traduzione di Eva Kampmann ISBN 88-06-17690-0.
- Frattura (The Fall Guy, 2016), Milano, Bompiani, 2017 traduzione di Eurus Morelli ISBN 978-88-452-9326-9.
- Victory (2019)
- Afternoon of a Faun (2019)

### Raccolte di racconti
- The Silver Age (1985)
- L'assedio e altri racconti (Delirium Eclipse, 1986), Milano, Garzanti, 1999 traduzione di Daniela Guglielmino e Laura Noulian ISBN 88-11-66177-3.
- Three Evenings (1992)
- Il miracolo (contiene racconti tratti da The Silver Age e Three Evenings), Milano, Anabasi, 1992 traduzione di Daniela Guglielmino ISBN 88-417-1002-0.
- Besieged (1999)
- Comincia a far male (It's Beginning To Hurt, 2009), Roma, Fazi, 2011 traduzione di Giuseppina Oneto ISBN 978-88-6411-193-3.

### Raccolte di poesie
- A Jump Start (1987)
- Lasdun Jump (1989)
- The Revenant (1995)
- Woman Police Officer in Elevator (1997)
- Landscape with Chainsaw (2001)
- Water Sessions (2012)
- Bluestone (2015)

### Reportage
- Walking and Eating in Tuscany and Umbria con Pia Davis (1997)
- Walking and Eating in Provence con Pia Davis (2008)

### Memoir
- Dammi tutto quello che hai (Give Me Everything You Have, 2013), Milano, Bompiani, 2014 traduzione di Lorenzo Matteoli ISBN 978-88-452-7582-1.

## Filmografia

### Adattamenti cinematografici
- Sunday, regia di Jonathan Nossiter (1997)
- L'assedio, regia di Bernardo Bertolucci (1998)

### Sceneggiature
- Signs and Wonders, regia di Jonathan Nossiter (2000)

## Premi e riconoscimenti
- Guggenheim Fellowship: 1997[6]
- BBC National Short Story Award: 2006 vincitore con An Anxious Man
- Premio O. Henry: 2010 per il racconto Oh, Death
- Booker Prize: 2006 nella longlist con Sette menzogne